# Pendung Tengah
Pendung Tengah is een bestuurslaag in het regentschap Kerinci van de provincie Jambi, Indonesië. Pendung Tengah telt 667 inwoners (volkstelling 2010).